# SNOB
SNOB（スノッブ）は、吉本興業に所属するお笑いコンビ。近年はレゲエグループの活動が主。1990年結成。
2019年6月、メンバーであったSNOBゆかの逝去に伴い、現在はSNOBつね単独での活動となっている。

## メンバー
SNOBつね（1969年11月10日 - ）
大阪市出身。本名は、國分 常勝（こくぶん つねかつ）。 男性、小柄。
SNOBゆか（1964年8月3日 - 2019年6月14日）
大阪市出身。本名は、橋本 由可（はしもと ゆか）。 女性、小太り。
2019年6月14日、循環器疾患のため、滞在先のジャマイカで死去。54歳没。

## 出演番組
- 千鳥のぼっけぇTV!
- オールザッツ漫才
- 爆笑BOOING

## ディスコグラフィー
- SNOB SONG（1995年）
- ダンスホールはエクスタシー!（2003年）
- Clone Of Grown（2005年、Home Grownのアルバムに客演）

ほか

## 略歴
- 1987年8月 - 共に吉本の吉本新喜劇に入団。
  - 「よしもと」での芸歴ではティーアップの後輩に当たり、なるみ、雨上がり決死隊らの先輩に当たる（月亭方正などの6期生と同期に当たる）。
- 1990年 - SNOBを結成。当時は男性1人（つね）、女性2人（ゆか、ゆみこ）のトリオだった。
- 1993年 - トリオとしてSNOBを一旦解散。数か月のブランクを経て、同年8月につねとゆかでコンビとしてSNOBを結成し再始動。
- 1995年 - 第16回今宮子供えびすマンザイ新人コンクール福笑い大賞受賞。また、1995年・1997年の第25回・27回のNHK上方漫才コンテストにてノミネートされる。
- DJコンビとして、ジャマイカでも活動。
- ジャマイカのクラブで遊んでいたウサイン・ボルトが「人気歌手」として、2人に声をかけ、握手を求められたことがある。